# Sülluste
Sülluste − wieś w Estonii, w prowincji Hiuma, w gminie Kõrgessaare.
W 2012 roku, w październiku 2010 i w grudniu 2009 w spisie powszechnym nie podano liczny ludności wsi.